# Església de fusta de Breb
L'església de fusta del poble de Breb, comuna d'Ocna Șugatag, comtat de Maramureș, dedicada als Sants Arcàngels Miquel i Gabriel (8 de novembre), va ser construïda l'⁣any 1622 i està a la llista de monuments històrics, cod LMI MM-II-aA-04529. L'edifici és utilitzat com a lloc de culte per la comunitat romanesa unida de Breb.
L'església de fusta de Breb destaca com un dels monuments més significatius d'aquest tipus a Maramureș, Transsilvània i a tot el país, a causa principalment de l'edat de l'estructura de la construcció, de 1622, la torre de 1531, la més antiga conservada i ben datada de les esglésies de fusta del país, després a través de la pintura mural de l'any 1626, parcialment visible, una de les més antigues que es conserven en esglésies de fusta del país, a través de la valuosa col·lecció d'icones dels segles XVII, XVIII i XIX, la singular escultura de la biga de volta, i per la coberta arcaica conservada sota l'actual.
L'església forma part d'un conjunt arquitectònic religiós tradicional ben conservat, format per un recinte amb pedres per a memorials i santificacions, un cementiri amb creus de pedra, fusta i ferro de diferents èpoques, campanar de l'any 1992, portes de fusta, una de les quals del 1790, i casa parroquial del 1903 al lloc de l'original del 1801.

## Documentació

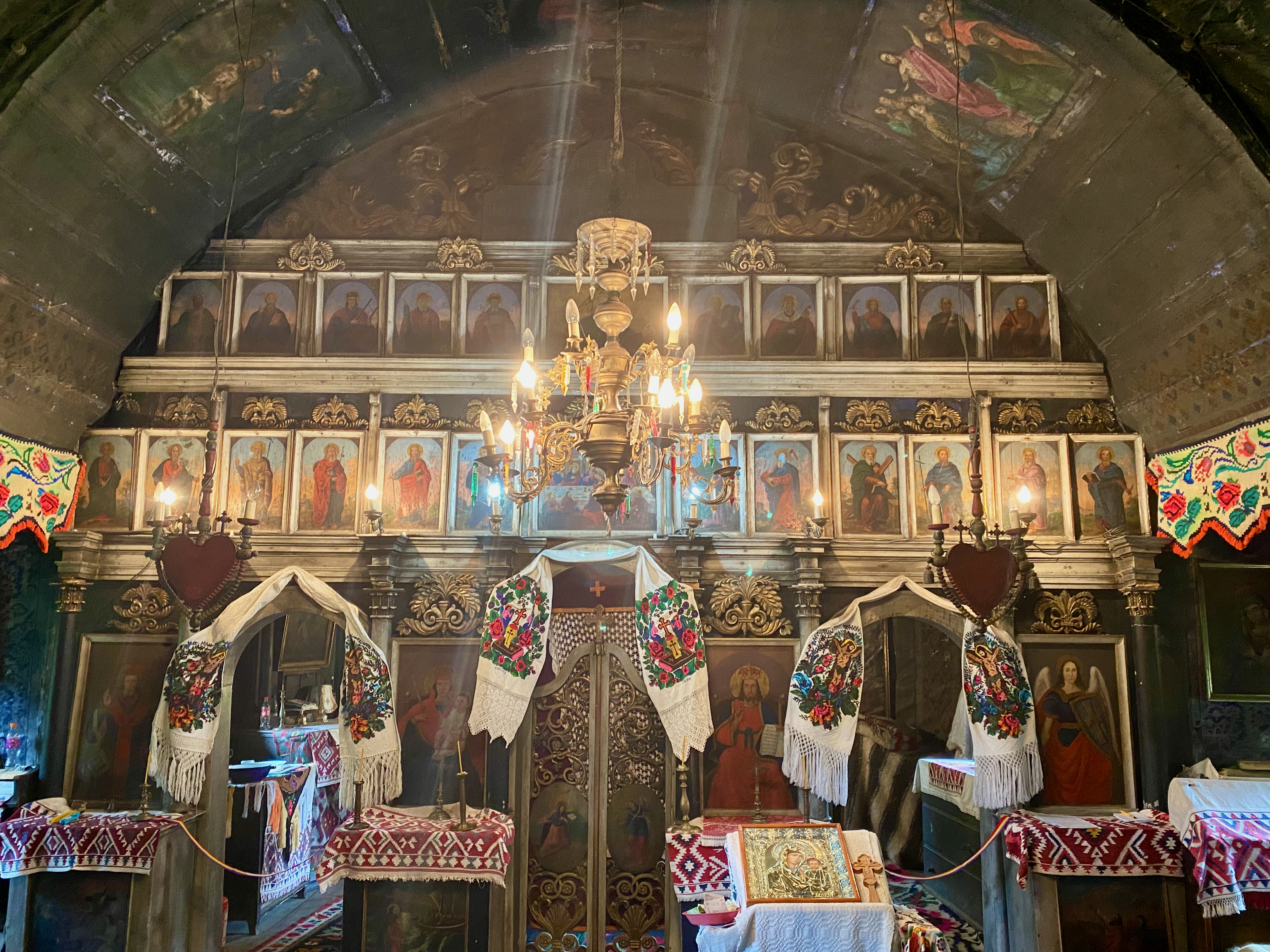
Església de fusta de Breb - Iconòstasi

L'església de fusta de Breb va cridar l'atenció dels historiadors locals a principis del segle xx. Cal destacar els germans Nicolae Doroș, sacerdot, i Vasile Doroș, mestre, que van escriure cadascun una història, ben documentada a l'arxiu de l'església. Els investigadors establerts es van inspirar llavors en els seus treballs, aprofitant només en part les dades monogràfiques. El 1909, Ioan Bîrlea va recollir de Nicolae i Vasile Doroș les inscripcions de l'església i dels marges dels llibres, a la seva valuosa col·lecció de notes de les esglésies de Maramures. Dos anys més tard, Tit Bud també va agafar informació sobre l'església i la parròquia dels escrits dels germans Doroș en el seu treball de referència sobre la vida eclesiàstica a les parròquies de la vicaria de Maramureș fins a aquesta data. El lloc falta als treballs monogràfics posteriors sobre les esglésies de fusta de Marmureș, com els signats per Victor Brătulescu el 1941 i per ID Ștefănescu el 1968. L'interès per l'església de Breb torna a l'obra de Francisc Nistor sobre les portes de Maramureş, on es publica per primera vegada la porta del recinte del cementiri, que data de 1790. D'una de les icones més antigues de la valuosa col·lecció conservada a Breb es va ocupar Marius Porumb el 1975, mentre que sobre la pintura mural parcialment conservada a l'exterior va escriure de passada Anca Pop Bratu el 1982. En el repertori d'esglésies de fusta de Maramureș de 1982, publicat per Marius Porumb, l'església es torna a incloure, amb dades ja conegudes. L'església va ser documentada i estudiada a fons l'any 1995. Aleshores es va datar fermament pel mètode dendrocronològic l'any 1997. El repertori de 2007 l'inclou, però, malauradament, presenta dades que no estan connectades amb les investigacions modernes.

## Història

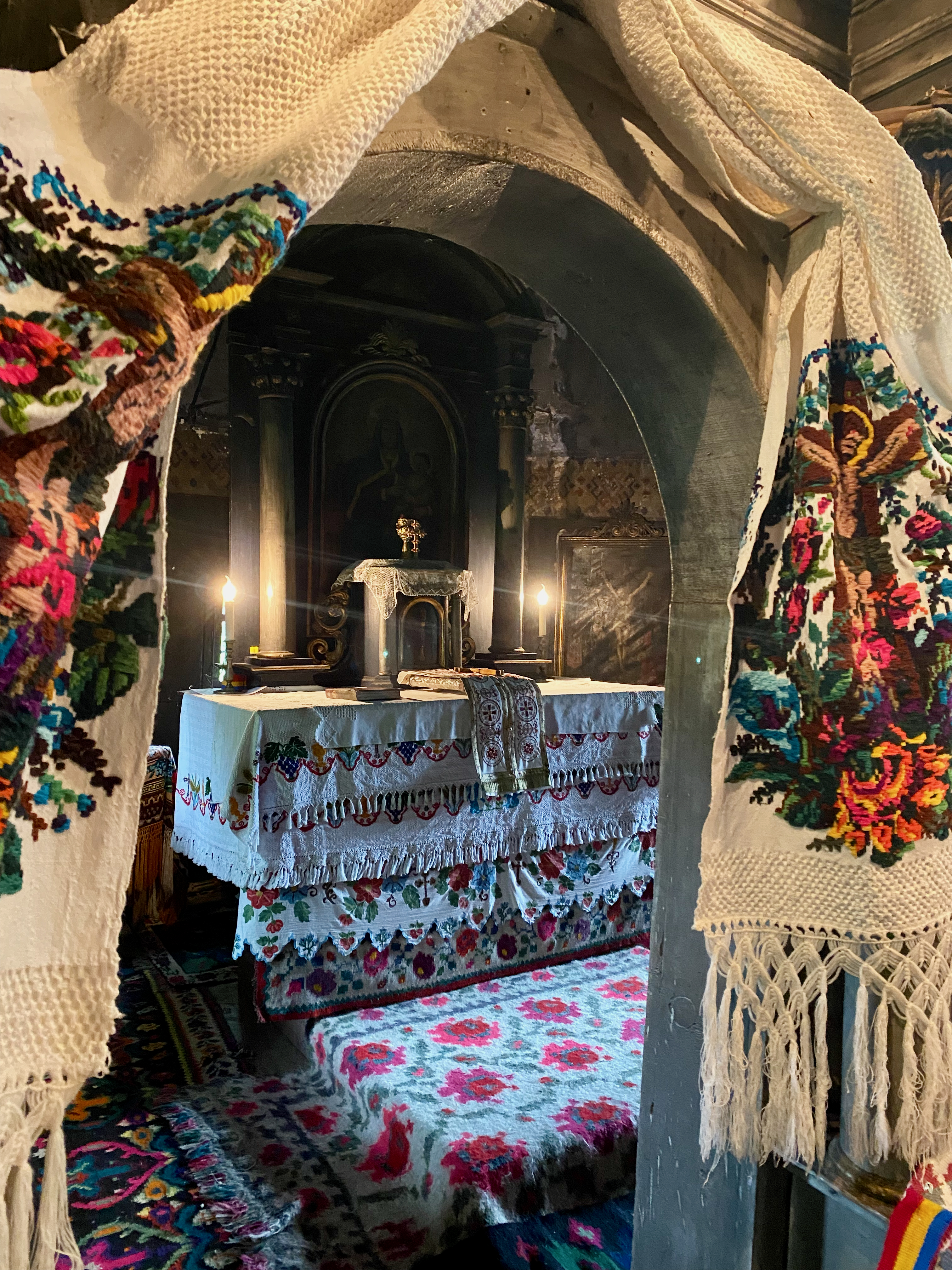
Església de fusta de Breb - Altar

La investigació dendrocronològica va establir que les fustes de l'església van ser talades a l'hivern de 1621-1622. L'església probablement es va construir l'any 1622, i avui es troba entre les més antigues que es conserven a Maramureș i Transsilvània. L'any 1626, consignat pels documents de l'església, va estar associat a la datació de la pintura mural i no es pot descartar que es degui a un quadre pintat, avui perdut. També d'aquest escrit o d'una altra font escrita, s'ha d'haver perpetuat la tradició de substituir una altra església més antiga, construïda "abans de 1531", a Copăciș, una de les tres caseries de l'antic poble. Aquest fet es veu reforçat per la datació d'algunes parts de l'estructura de la torre a l'hivern de 1529-1530. Amb aquesta datació, la torre de Copăciș/Breb es distingeix entre les molt rares estructures de fusta fermament datades i conservades als Carpats romanesos i, fins ara, l'única torre de fusta conservada del segle XVI entre les esglésies de fusta de Romania.
Els documents d'arxiu mostren l'any 1751, amb motiu de la visita canònica del bisbe de Muncaci Manuel Mihail Olsavszky, una església de fusta en bon estat, coberta de teules, amb una torre amb dues campanes i panys de fusta. No se sabia per qui havia estat consagrada, però l'antimis havia estat beneït pel bisbe Ghenadie Bizanczy (1716-1733) de Muncaci. Els dos sacerdots, Toader Petric i Toader Pintye, tots dos consagrats pel bisbe Dositea Teodorovici (1718-1733) de Maramureș, vivien a les seves pròpies cases.

## Característiques
La construcció conserva l'espai original destinat als fidels, amb l'església dels homes i el vestíbul de les dones, des de 1622. Aquesta estructura està aixecada amb bigues de roure llises, unides amb encaixos suaus, d'estil eclesiàstic, amb talls rectes i amb una dent oculta. Cap a l'est s'ha afegit un creuer estret, destacat per dos absis quadrats laterals, i un altar poligonal. Els absis estan construïts majoritàriament amb fustes curtes, reutilitzades de l'antic iconòstasi i altar, enderrocats quan l'església es va ampliar l'any 1864. L'altar està construït amb fusta de roure més recent, unida amb encaixos en cua d'oreneta, d'estil "alemany". Aquest pla amb absis laterals s'inspira en l'església de fusta de Călinești Susani, construïda l'any 1784 a l'estil moldau, amb absis laterals.